# Bieżnik (motoryzacja)

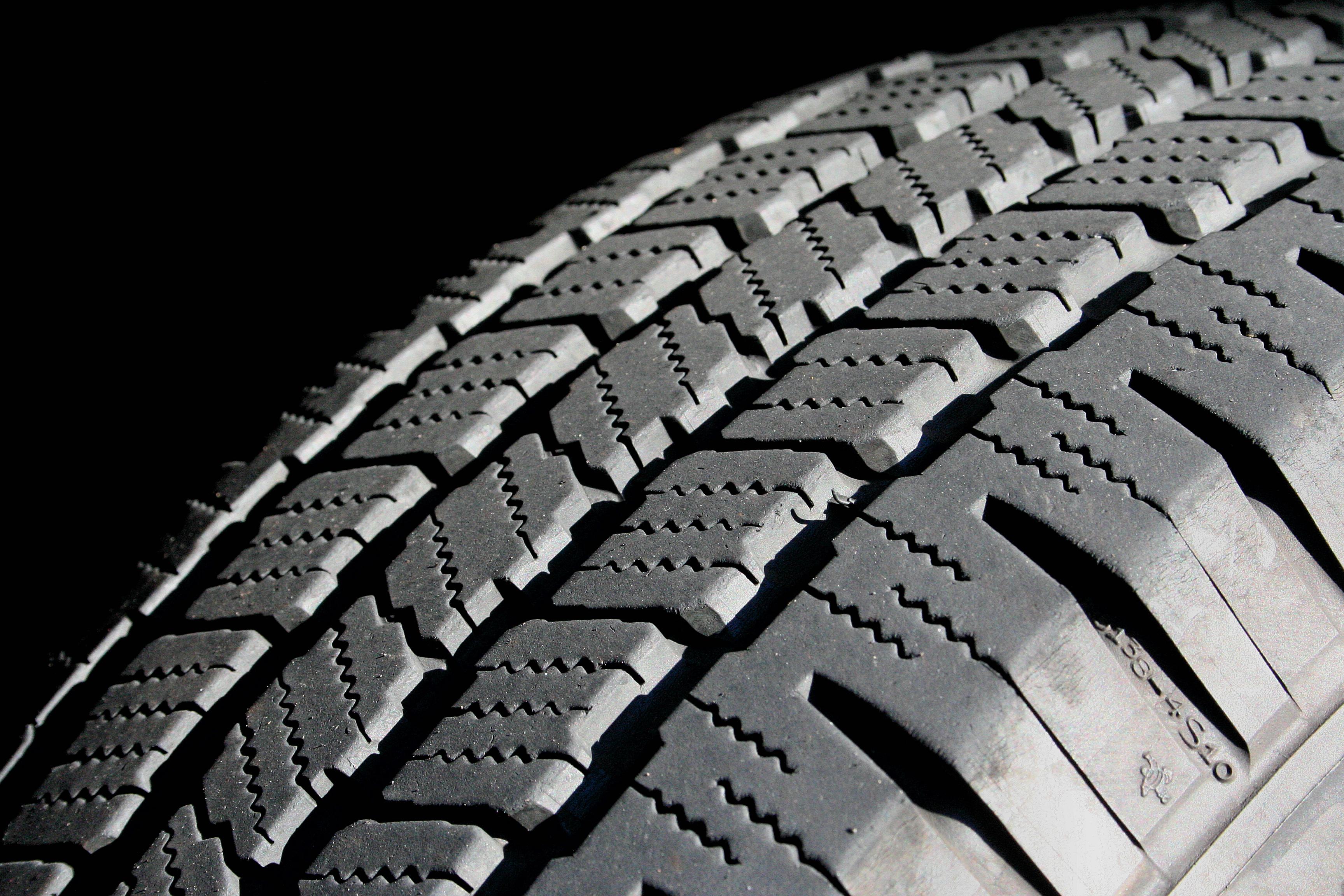
Bieżnik samochodowej opony błotno-śniegowej

Bieżnik – zewnętrzna część opony bezpośrednio stykająca się z drogą. Jest wykonana jako gruba warstwa przywulkanizowana do osnowy, stanowi ochronę czoła opony przed uszkodzeniem oraz dzięki odpowiedniej rzeźbie zwiększa przyczepność opony do nawierzchni drogi. Rowki w bieżniku mają na celu odprowadzanie wody i przeciwdziałanie poślizgom. Rzeźba bieżnika jest dostosowywana odpowiednio do warunków, w których opona będzie pracować. Opony do jazd terenowych i po drogach gruntowych mają bieżniki o rzeźbie grubej i wypukłej, do jazdy po drogach o ulepszonych nawierzchniach – o rzeźbie drobnej i płaskiej, a do jazdy w różnych warunkach stosuje się bieżniki o rzeźbie pośredniej.